# لوند (نوادا)
لوند، نوادا (به انگلیسی: Lund, Nevada) یک سکونتگاه مسکونی در ایالات متحده آمریکا است که در شهرستان وایت‌پاین، نوادا واقع شده‌است.

## خصوصیات
لوند ۴٫۴ کیلومترمربع مساحت و ۲۸۲ نفر جمعیت دارد و ۱٬۷۰۰٫۸ متر بالاتر از سطح دریا واقع شده‌است.